# 阮高標
阮高標（越南语：／；1887年—？年），字梅修（越南语：／），越南阮朝官員。

## 生平
阮高標是清化省廣化府永祿縣蓬上總本始社（今屬清化省永祿縣永盛社）人，同慶二年（1887年）出生。維新九年（1915年），阮高標參加清化場鄉試，考中解元。後任弘化訓導。啟定四年（1919年），會試考中第一名會元，庭試考中三甲同進士出身。初任內閣承旨。啟定七年（1922年），隨啟定帝訪問法國。次年（1923年）正月，因功升授鴻臚寺少卿，領內閣侍讀。保大初年，仕至戶部侍郎。

## 作品
阮高標著有《御駕如西記》一書，記載啟定帝於啟定七年（1922年）訪問法國一事。